# Artemisia scoparia
Artemisia scoparia là một loài thực vật có hoa trong họ Cúc. Loài này được Waldst. & Kitam. mô tả khoa học đầu tiên năm 1801.